# Constantin Căruţaşu
Constantin Căruţaşu (* 1959) ist ein ehemaliger rumänischer Radrennfahrer.

## Sportliche Laufbahn
Căruţaşu gewann 1984 die Rumänien-Rundfahrt vor Valentin Constantinescu. An der Internationalen Friedensfahrt nahm er sechsmal teil, sein bestes Ergebnis in der Gesamtwertung war der 19. Platz 1981.